# Solfara Cinta di Santa Elisabetta
La solfara Cinta di Santa Elisabetta o miniera Cinta di Santa Elisabetta è stata una miniera di zolfo, sita in provincia di Agrigento nelle vicinanze di Santa Elisabetta in località Cinta.
La solfara, di proprietà del principe di Raffadali e attiva già nel 1839 risulta oggi abbandonata.